# Omval
Omval (auch De Omval geschrieben) ist eine Landzunge und ein Stadtteil an der östlichen Seite des Flusses Amstel in Amsterdam und hatte 2024 730 Einwohner.

## Geschichte
De Omval war ursprünglich eine Halbinsel (niederländisch Schiereiland) und gehörte zur Gemeinde Ouder-Amstel. Am 1. Januar 1921 wurde das Viertel Teil der Gemeinde Amsterdam. Zwischen 1962 und 1980 gab es in dem Gebiet viele kleine Betriebe, die Geruchsbelästigungen verursachten. So waren eine Kakaofabrik und eine chemische Firma bekannt für den Gestank in dem Viertel. Außerdem waren unter anderem eine Staubsaugerfabrik und eine Schiffswerft dort ansässig. Mittlerweile bestehen diese Betriebe nicht mehr.
Omval gehört zur Amstelstationbuurt in Amsterdam-Oost. Dieses Stadtviertel (niederländisch buurt) besteht aus den Vierteln Van der Kunbuurt, de Omval, HJE, Wenckebachweg, Amstelbusinesspark und Groenestaart mit rund 2020 Einwohnern.

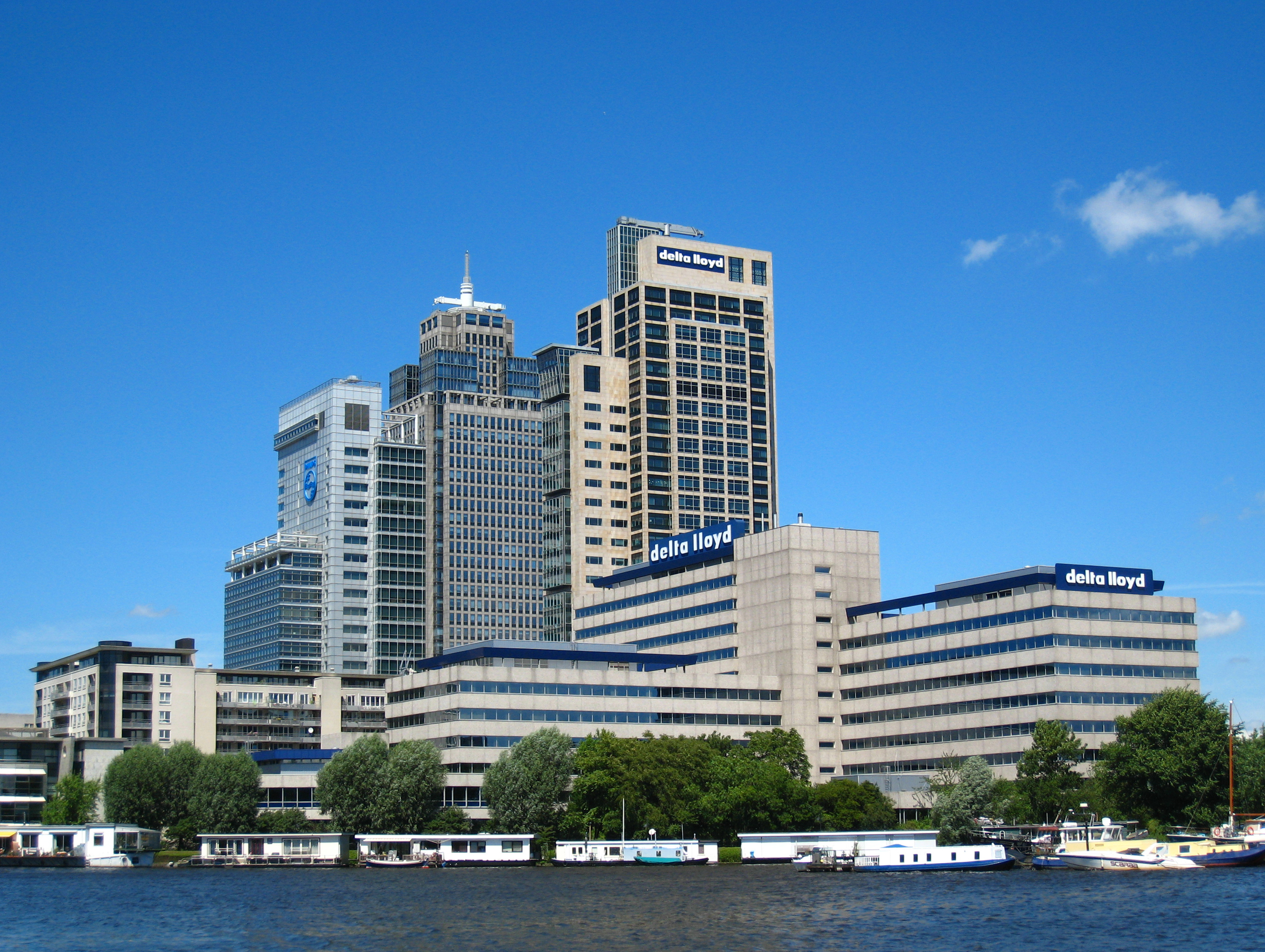
Mondriaantoren, Rembrandttoren und Breitnertorenl

Am äußersten Rand der Amstelstationbuurt liegen die Van der Kunbuurt und de Omval. De Omval ist, im Gegensatz zum Arbeiterviertel Van der Kunbuurt, ein etwas „eleganteres“ (chiquere) Viertel mit relativ teuren Appartementen.
1987 stimmte der Amsterdamer Gemeinderat einem Plan zu, in de Omval drei Bürogebäude mit den Namen von bekannten niederländischen Kunstmalern, zu bauen. Diese sind der Rembrandt-Turm, der Mondriaan-Turm und der Breitner-Turm. Der Rembrandt-Turm ist das höchste Gebäude in Amsterdam.